# Valdemunitella tubulata
Valdemunitella tubulata är en mossdjursart. Valdemunitella tubulata ingår i släktet Valdemunitella och familjen Calloporidae. Utöver nominatformen finns också underarten V. t. triangulata.